# 2248 Kanda
A 2248 Kanda (ideiglenes jelöléssel 1933 DE) a Naprendszer kisbolygóövében található aszteroida. Karl Wilhelm Reinmuth fedezte fel 1933. február 27-én.